# Branislav Obžera
Branislav Obžera (* 29. srpna 1981, Bystričany) je slovenský fotbalový záložník.
Mimo Slovensko hrál na klubové úrovni v ČR a Rakousku.

## Klubová kariéra
Fotbalově vyrostl v drese HFK Prievidza. Dále oblékal dres: FK Dukla Banská Bystrica, ŠK Slovan Bratislava, FC Petržalka 1898, FK Saturn Moskevská oblast a DAC 1904 Dunajská Streda.
S Petržalkou si zahrál v základní skupině Ligy mistrů 2005/06. Získal s ní i domácí ligový titul (taktéž se Slovanem Bratislava).
V březnu 2014 odešel do rakouského celku SV Bad Ischl hrajícího regionální OÖ Ligu (čtvrtá rakouská liga), i když měl nabídky i ze slovenské první ligy.
V červenci 2014 se dohodl na angažmá s FC Slovan Liberec, který trénoval jeho krajan a bývalý spoluhráč Samuel Slovák. Debutoval v prvním soutěžním zápase sezony 2014/15 17. července 2014 ve 2. předkole Evropské ligy UEFA 2014/15 na stadionu v Čermeli proti domácímu slovenskému celku MFK Košice (výhra 1:0). Dostal se na hřiště v 78. minutě. Koncem září 2014 se dohodl ze zdravotních důvodů na ukončení smlouvy, v Synot lize nezasáhl za Liberec ani do jednoho zápasu.

## Reprezentační kariéra
V letech 1997 až 1999 hrál za slovenský národní tým (celkem 6 utkání, gól nedal).